# Chiesa di San Severino abate (San Severo)
La chiesa di san Severino abate, monumento nazionale, è il più antico edificio sacro di San Severo. Attestata per la prima volta nel 1059, rappresenta il cuore storico e religioso della città, della quale è prima parrocchia, chiesa matrice, arcipretale nonché tempio civico.

## Storia
Tra l'età longobarda e quella bizantina s'irradiò dal monastero di Cassino il monachesimo benedettino, e con esso il culto del santo apostolo del Norico Severino: sul probabile itinerario di quella variante della Via Francigena oggi chiamata “Via Sacra Langobardorum” sorse dunque una primitiva chiesetta dedicata al santo, presso cui si formò nell'XI secolo, grazie al continuo afflusso di pellegrini diretti a Monte Sant'Angelo e agli spostamenti di uomini e merci, l'odierna città, originariamente chiamata Castellum Sancti Severini (borgo fortificato di San Severino).
L'originaria chiesetta benedettina a tre navate, con facciata a capanna con spioventi (il cui tessuto murario è tuttora leggibile), fu trasformata in un più capiente tempio a unica nave entro il 1224, anno in cui fu riconsacrata da Risandro, vescovo di Melfi. Immediatamente dopo il 1295, durante il regno di Carlo II d'Angiò, la matrice fu ampliata impiegandosi materiali edilizi di risulta provenienti con ogni probabilità dall'abbandonato palatium Bellumvidere di Federico II: si prolungò la navata fino alla lunghezza attuale e si aggiunse il transetto, risultato irregolare nel braccio sinistro forse a causa dell'impossibilità di occupare i suoli adiacenti, verosimilmente privati. Ne derivò l'odierna pianta a croce latina, resa suggestiva dalla caratteristica abside inclinata che simula il capo reclinato di Cristo. Un lato del campanile, massiccia struttura in pietra del XII secolo, divenne parete interna del braccio destro del transetto. Accanto alla torre, il nuovo corpo del tempio trovò prestigioso sfogo esterno nella facciata lapidea secondaria, in cui fu adattato il ricco portale del palatium federiciano, opera attribuita al protomagister Bartolomeo da Foggia, e sbocciò un elegante rosone a sei raggi.
Nel Quattrocento, San Severo diviene sede vescovile, sfruttando la decadenza della vicina Civitate, a chiesa cattedrale assurge, la più antica e prestigiosa, la vetusta matrice. Nello stesso secolo la cattedra ritorna, sotto la spinta di nuovi equilibri politici e amministrativi, a Civitate.
In età rinascimentale la chiesa si arricchì di altari e opere pittoriche (e nel 1580 Severino de Letteriis donò al tempio una prestigiosa pila lapidea per l'acqua santa, andata successivamente distrutta), ma il terremoto del 30 luglio 1627 danneggiò la fabbrica pesantemente: cadde la parete sinistra, crollarono i tetti e rimase danneggiato il campanile. Ricostruite le pareti crollate e le coperture, completate verso il 1640 (il campanile, i cui lavori furono intrapresi nel 1651, fu terminato intorno al 1730), importanti e generali lavori di decorazione dell'interno furono realizzati entro la metà del Settecento nel segno di un festoso barocco ricco di colore: le superfici, sobriamente stuccate, furono completamente dipinte con vivaci finzioni marmoree e architettoniche definite da copiose dorature, mentre pregevoli affreschi alle pareti (sulla controfacciata Gesù caccia i mercanti dal tempio, nel presbiterio San Severino e San Severo, Davide che salmeggia e Mosé colle tavole della Legge, nei pennacchi della cupola a scodella - realizzata in legno «a cielo di carrozza» dall'avellinese Romolo Baratta - i Dottori della Chiesa) si legavano ai soffitti dipinti (il maggiore col Miracolo di san Severino, di cui si conserva il bozzetto, opera di Francesco Solimena). Completavano l'impianto decorativo e funzionale il grande organo a canne (che sostituì quello realizzato nel 1685 da Giacinto Jacobone di Vico del Gargano) e l'elegante coro ligneo.
Nel 1780 l'interno fu quasi completamente imbiancato a calce, assai probabilmente a scopo di disinfezione durante la pandemia influenzale - il cosiddetto morbo russo - scoppiata in quell'anno. Nel 1857 si eseguirono importanti lavori di ridecorazione di marca neobarocca, coronati dalla costruzione del nuovo altare maggiore in marmo, peraltro neoclassico, e dal rifacimento del soffitto (nel 1858); diresse i lavori l'architetto Domenico Angelitti. Una nuova balaustra marmorea per l'altare maggiore fu realizzata nel 1903 da Vincenzo Postiglione, quando la chiesa fu completamente ridecorata, dalle pareti ai soffitti, con finzioni marmoree e architettoniche dalle tinte cupe. Nel 1915 fu riordinata l'area del presbiterio, spostando l'altare sul fondo, costruendo una grande cona in marmo per la statua del santo patrono e riducendo ai soli lati il coro ligneo settecentesco, comunque riadattato senza comprometterne la coerenza stilistica. Nel 1932 fu rifatto la pavimentazione, sostituendo alle maioliche le cementine.
Pericolante e chiusa nel gennaio 1960, dopo quarantotto anni in cui si sono alternati lunghi periodi di abbandono e assai discussi restauri a singhiozzo che ne hanno in parte compromessa l'integrità artistica, la chiesa è stata definitivamente riaperta al culto il 27 aprile 2008, nonostante restasse da recuperare la maggior parte della settecentesca decorazione pittorica delle pareti (la riapertura è ricordata da una lapide commemorativa).
La chiesa ha accolto due volte il corpo del santo titolare, custodito nella basilica di San Sossio di Frattamaggiore, giunto in peregrinatio a San Severo nell'ottobre del 2008, in occasione del 480º anniversario dell'apparizione del patrono sulle mura della città, e nell'ottobre del 2011, per la solenne conclusione del giubileo diocesano indetto dal vescovo Lucio Angelo Renna per il XVI centenario della nascita del santo (23 ottobre 2010 - 23 ottobre 2011) e per il quale la Penitenzieria Apostolica ha concesso l'indulgenza plenaria quotidiana; nella settimana di chiusura dell'anno giubilare hanno presieduto due solenni celebrazioni nel tempio severiniano i cardinali Darío Castrillón Hoyos e Severino Poletto (queste celebrazioni sono ricordate da un'epigrafe posta a lato dell'ingresso maggiore).
Tra il 2021 e il 2023 l'edificio è stato sottoposto a un nuovo integrale restauro, soprattutto recuperando totalmente l'opulenta decorazione settecentesca delle pareti sopravvissuta ai vari rifacimenti, in particolare quella del presbiterio, prima totalmente occultata dalle ridipinture.
Il tempio, che conserva due reliquie insigni del santo titolare, è sede della Pia Associazione San Severino Abate, costituita il 15 ottobre 2007 e canonicamente eretta da mons. Lucio Angelo Renna il 30 ottobre dello stesso anno.

## Architettura e arte
La facciata maggiore, in pietra e laterizio, ha portale con iscrizione che ricorda la riconsacrazione del 1224 e semplice archivolto in breccia corallina, mentre in una nicchia nel timpano, timidamente barocco, è inserita una statuetta tardomedievale raffigurante san Severino in abiti di apostolo (XIII-XIV secolo). La facciata di transetto, sempre in pietra ma più ricca, ha portale d'età federiciana (attribuito a Bartolomeo da Foggia) con sontuoso archivolto sorretto da mensole leonine, rosone a sei raggi e un trittico a bassorilievo col santo titolare in abiti pontificali tra due angeli, elemento di reimpiego databile al XII secolo. Accanto sorge lo svettante campanile, il maggiore della città, alto cinquanta metri: la parte inferiore, in pietra squadrata e con elegante bifora gotica, è medievale (su di essa sono collocate due meridiane in marmo, ottocentesche); la parte superiore, barocca e in laterizio, fu costruita intorno al 1730 e termina con una guglia piramidale ricoperta di tegole maiolicate policrome.
L'interno del tempio, profondo 36 metri, largo 12 (25 ca. nel transetto, largo 8) e alto 16 (20 all'incrocio del transetto), appare stilisticamente discontinuo, a causa degli interventi di diversa epoca che lo hanno interessato. Presso l'ingresso, con stipiti in pietra medievale e definito da un sobrio tamburo ligneo realizzato nel 1888 da Vincenzo Russi, è il grande battistero, con fonte lapideo del XIII secolo (il basamento è un capitello romanico rovesciato) sovrastato da un ciborio ligneo settecentesco (la cappella del fonte fu sistemata nel 1717). Sulle prime paraste sono due interessanti acquasantiere marmoree del Settecento, opera di marmorario napoletano. Nell'unica ampia navata, con vivaci decorazioni parietali del Settecento, sorgono altari di vario stile con statue e dipinti, tra cui una notevole pala raffigurante la Madonna di Costantinopoli con san Marco evangelista e sant'Antonio abate di scuola veneziana, olio su tela del 1540. Nel transetto spiccano, a destra, un grande arco gotico in pietra; a sinistra il fastoso organo a canne di Innocenzo Gallo (1749-50), con cassa e veranda incrostate di cornici dorate su brillante fondo policromo, sotto il quale è collocato un notevole presepio primo-ottocentesco, opera dello scultore napoletano Arcangelo Testa; di fronte, sull'antica porta del cimitero, è una pregevole Pietà napoletana (olio su tela di Alessio D'Elia, 1745). L'ampio presbiterio, su cui domina la statua del santo titolare (manichino ligneo policromo dello stesso Testa, 1817), primo patrono principale della città e diocesi di San Severo, è definito ai lati dagli stalli dell'elegante coro ligneo del 1758, opera raffinata dell'avellinese Romolo Baratta (restaurato nel 2000), e sul fondo dal grande e severo altare maggiore neoclassico, consacrato nel 1857 (la finissima porticina del tabernacolo è opera dell'argentiere napoletano Gennaro Russo). Sui due lati, al di sopra del coro, sono due dipinti a tempera di primo Novecento raffiguranti La presentazione di Gesù al tempio, a sinistra, e San Francesco Saverio che predica nelle Indie, a destra.

### Cappelle
- Cappella maggiore di san Severino abate (altare marmoreo del 1857 e cona marmorea del 1915 con manichino ligneo del 1817, opera di Arcangelo Testa)
- Cappellone della Madonna Rifugio dei peccatori (altare e cona in stucco del 1924 con manichino ligneo napoletano del 1861)
- Cappella di santa Gemma Galgani (cona in stucco del 1857 con statua lignea degli anni quaranta del Novecento)
- Cappella di sant'Anselmo d'Aosta (cona in stucco del 1857 con statua lignea del 1897, opera di Gennaro Sparavilla)
- Cappella della Madonna di Costantinopoli (altare marmoreo del 1880 e cona in stucco settecentesca con tela veneziana del primo Cinquecento)
- Cappella di san Biagio vescovo e martire (altare marmoreo del 1880 e cona in stucco settecentesca con statua lignea del 1873, opera di Gennaro Sparavilla)
- Cappella del Battistero (conca lapidea medievale con ciborio e tela settecenteschi)

## Le campane
Cinque sono le campane storiche della chiesa. La San Severino è la campana maggiore, rifusa l'ultima volta nel 1766 da Rocco Saia di Agnone. La San Biagio è la campana mezzana, rifusa l'ultima volta nel 1957 dalla fonderia Mari di Torre de' Passeri. La Santa Gemma è la campana piccola, rifusa l'ultima volta nel 1957 dalla fonderia Marinelli di Agnone. La Ave Gracia è la campana maggiore dell'antico orologio, fusa nel 1543 dal fonditore Lasalandra. La Nicolaus, infine, è la campana piccola dell'orologio, fusa nel 1494 a spese del comune dal fonditore Nicola di San Severo. Le prime tre suonano a battaglio cadente, le altre due sono fisse e suonano a percussione. Sono state riattivate, dopo lungo silenzio, il 9 ottobre 2011, in occasione del giubileo diocesano per il XVI centenario della nascita di san Severino.

## Arcipreti parroci
- Donato Rossano (1584-1587)
- Giulio Cesare de Sattis (1587-1589)
- Giuseppe Americo (1589-1600)
- Andrea Carboni (1600-1612)
- Giovanni Battista Mottola (1612-1617)
- Giovanni Antonio Cesano (1617-1631)
- Francesco Antonio Nigro (1631-1643)
- Marco Antonio Recca (1643-1649)
- Francesco Greco (1650-1654)
- Francesco Lisi (1654-1665)
- Giovanni Palumbo (1665-1666)
- Giuseppe Antonio Acito (1666-1667)
- Giuseppe de Magris (1668-1724)
- Nicola Maria Tondi (1725-1748)
- Antonio Claves (1748-1781)
- Giuseppe Lacci (1781-1789)
- Vincenzo Positani (1789-1804)
- Domenico de Lisi (1805-1819)
- Francesco Paolo Florio (1819-1828)
- Vincenzo Santagata (1829-1843)
- Michelangelo Verrini (1844-1850)
- Domenico de Lisi (1851-1859)
- Giuseppe de Lorenzo (1860-1873)
- Orazio Rossi (1874-1886)
- Vincenzo Trotta (1887-1899)
- Raffaele Papa (1900-1931)
- Ernesto d'Alfonso (1931-1949)
- Nicola Innella (1949-1986)
- Agostino Favilla (1986-1995)
- Michele Farulli (1995-2014)
- Francesco De Vita (2014-2018)
- Quirino Faienza (2018-in carica)

### Insegne del clero parrocchiale (dal 1856)
Insegne corali: rocchetto con fodera rosa chiaro. Per l'inverno: almuzia (ma a guisa di mozzetta) di lana azzurra con pelliccia bianca interrotta da fiocchetti neri e profilata di pelliccia grigia, con stolone (fascia) corrispondente, e ornata di toccone color rosa chiaro; mozzetta feriale di castoro blu chiaro con fodera e bottoni rosa chiaro. Per l'estate: la suddetta almuzia senza pelliccia, con fodera di ormesino rosa chiaro, collo stolone e gli ornamenti suddetti; altra mozzetta feriale di amoerro blu chiaro con fodera e bottoni color rosa chiaro. Per le festività di seconda classe, in ogni stagione: mozzetta di raso blu chiaro con profilo di pelliccia bianca interrotta da fiocchetti neri, e fodera e bottoni rosa chiaro.
Insegne extracorali: laccio al cappello con due fiocchi, collare e calze rosso corallo.

## Principali celebrazioni
- 8 gennaio: solennità di san Severino
- 3 febbraio: festa di san Biagio
- Sabato precedente la quarta domenica di ottobre: festa dell'apparizione di san Severino

## Gemellaggi
- Basilica di San Sossio Levita e Martire, dal 2007
- Chiesa di San Giovanni Battista (Striano), dal 2010

## Galleria d'immagini

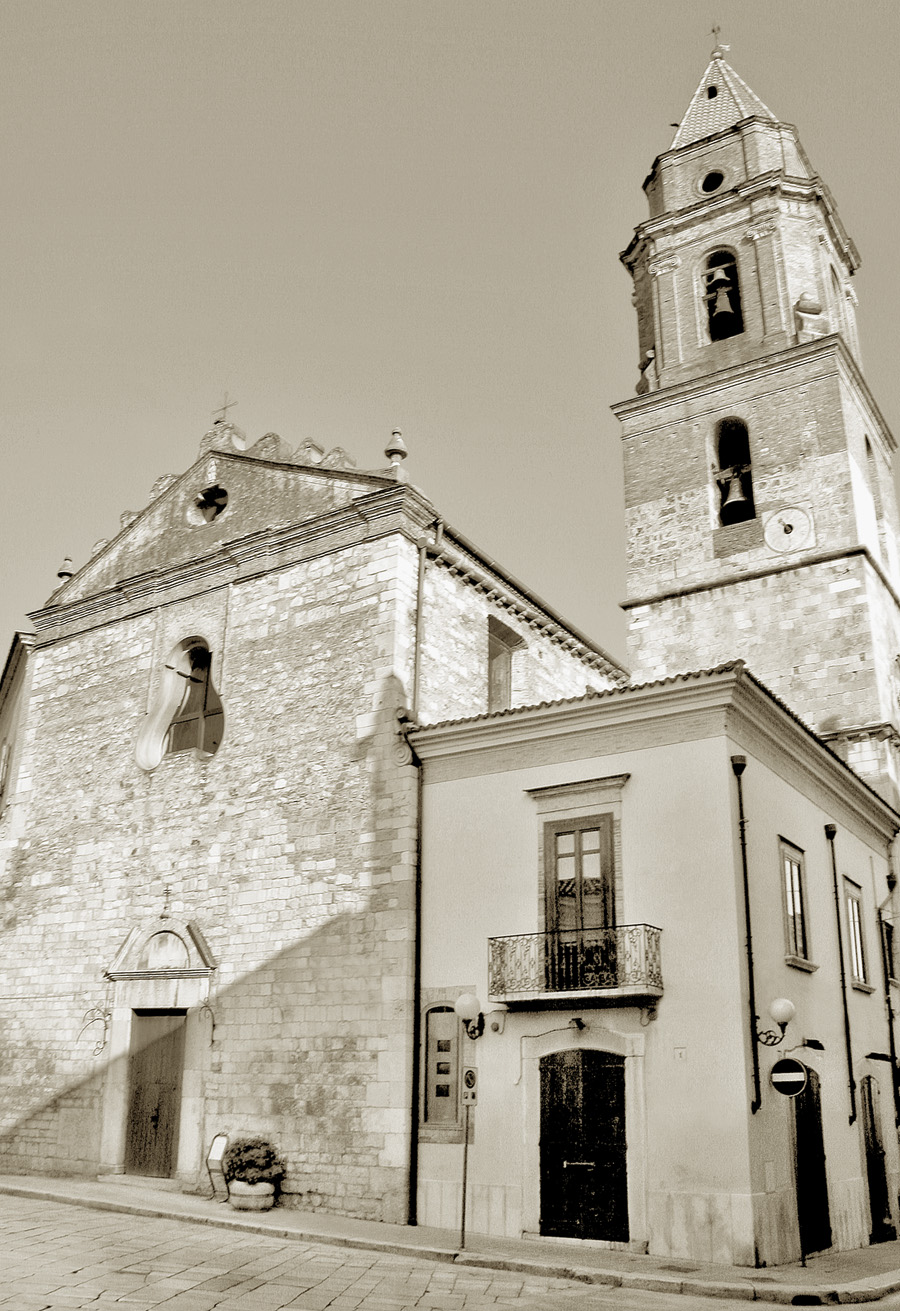
La facciata
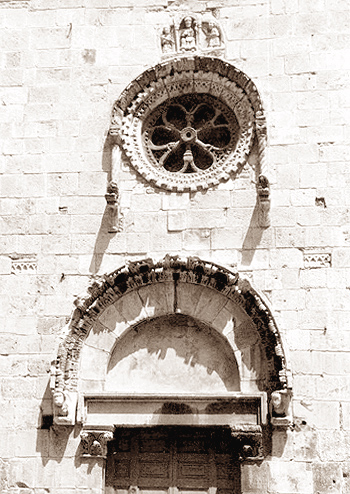
La facciata di transetto
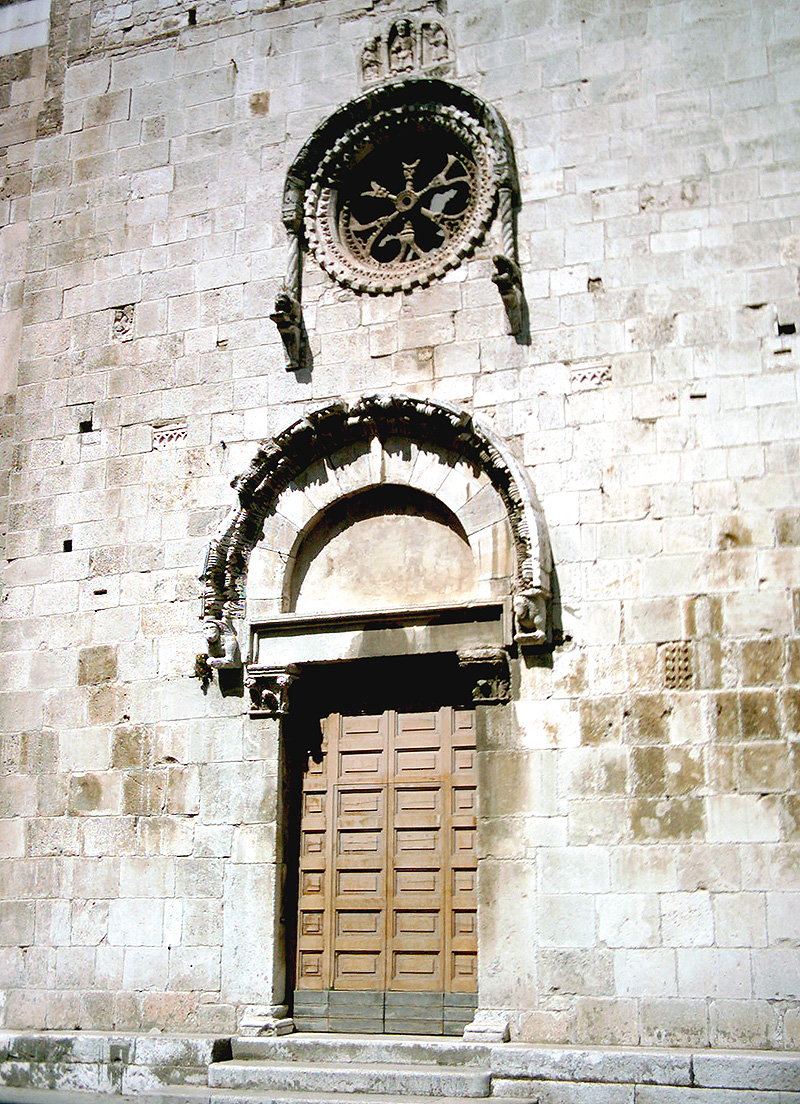
La facciata di transetto
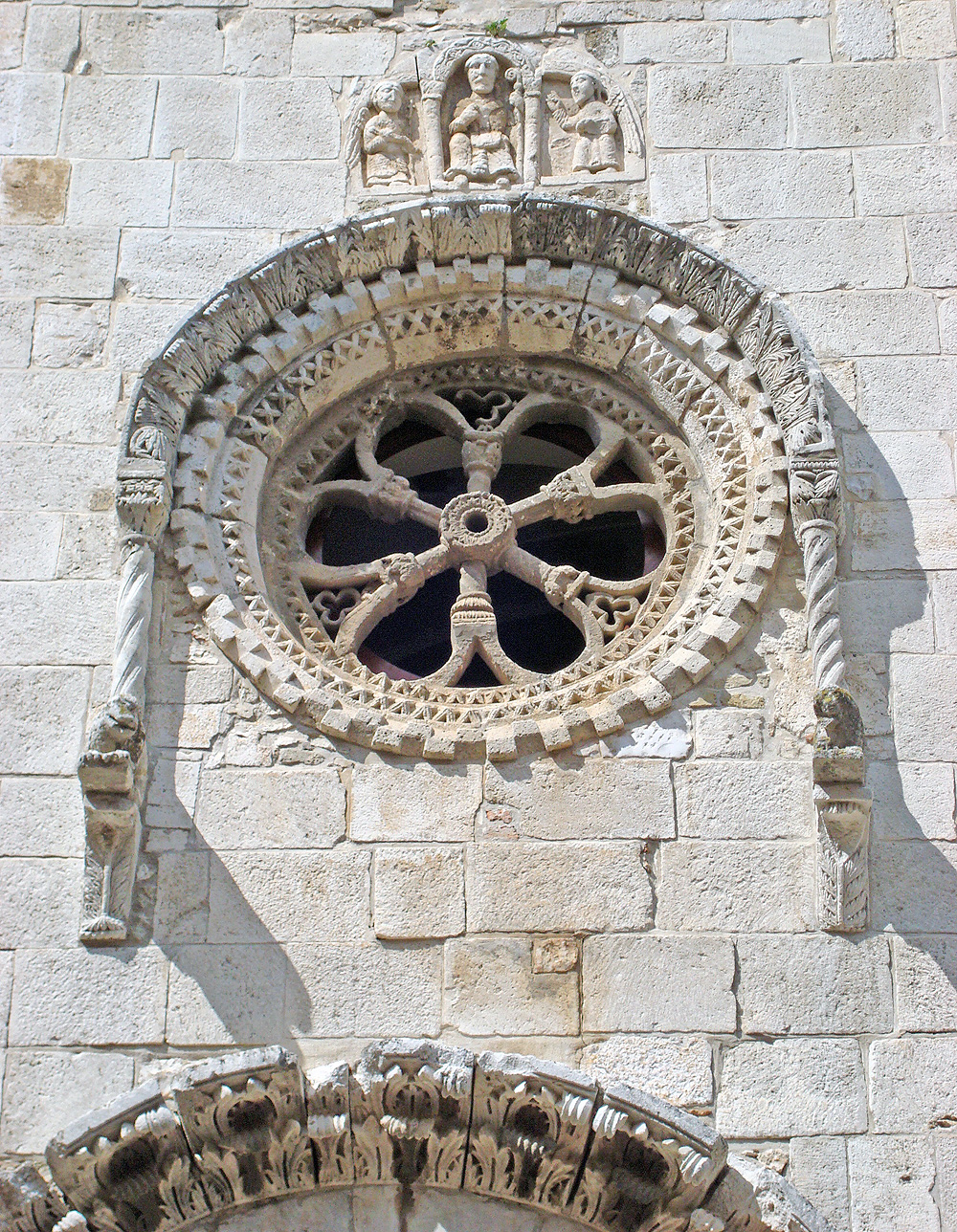
Il rosone
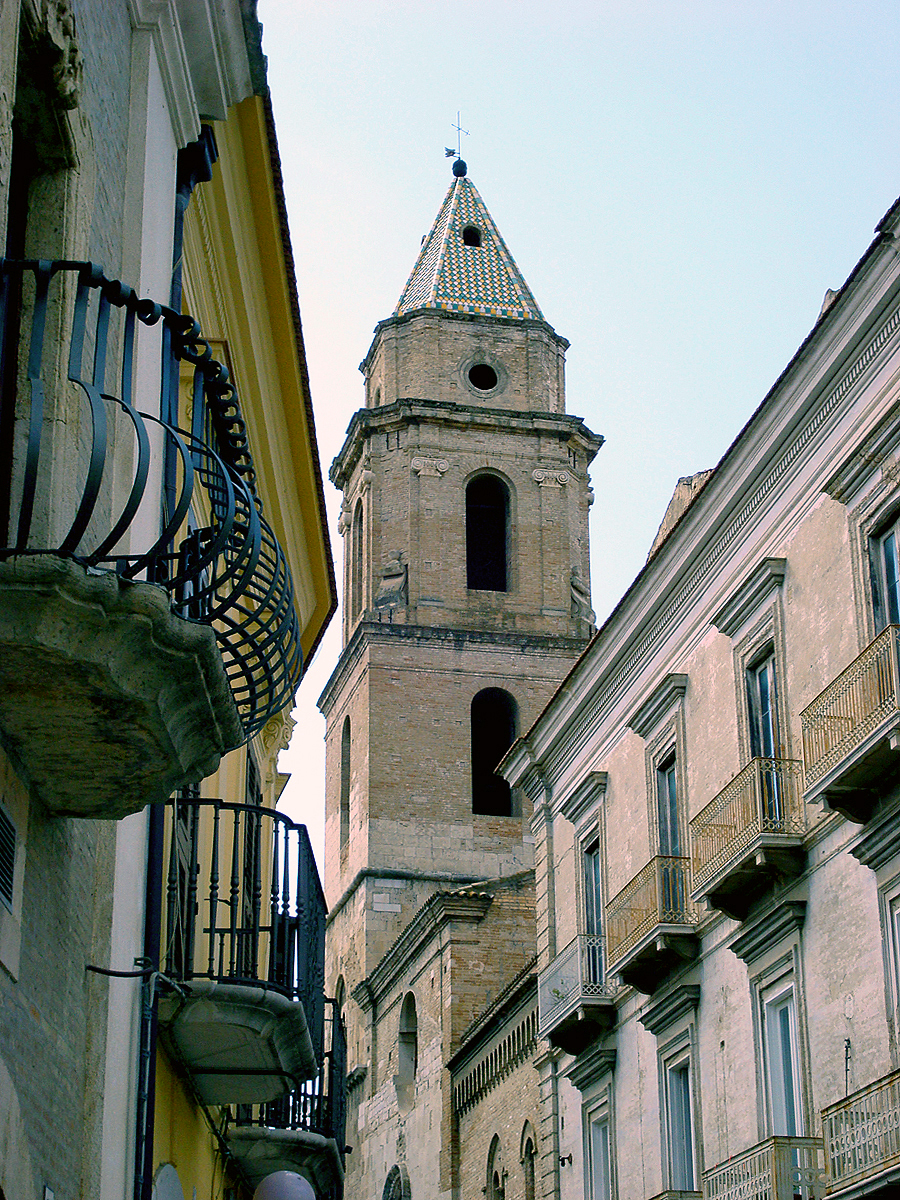
Il campanile
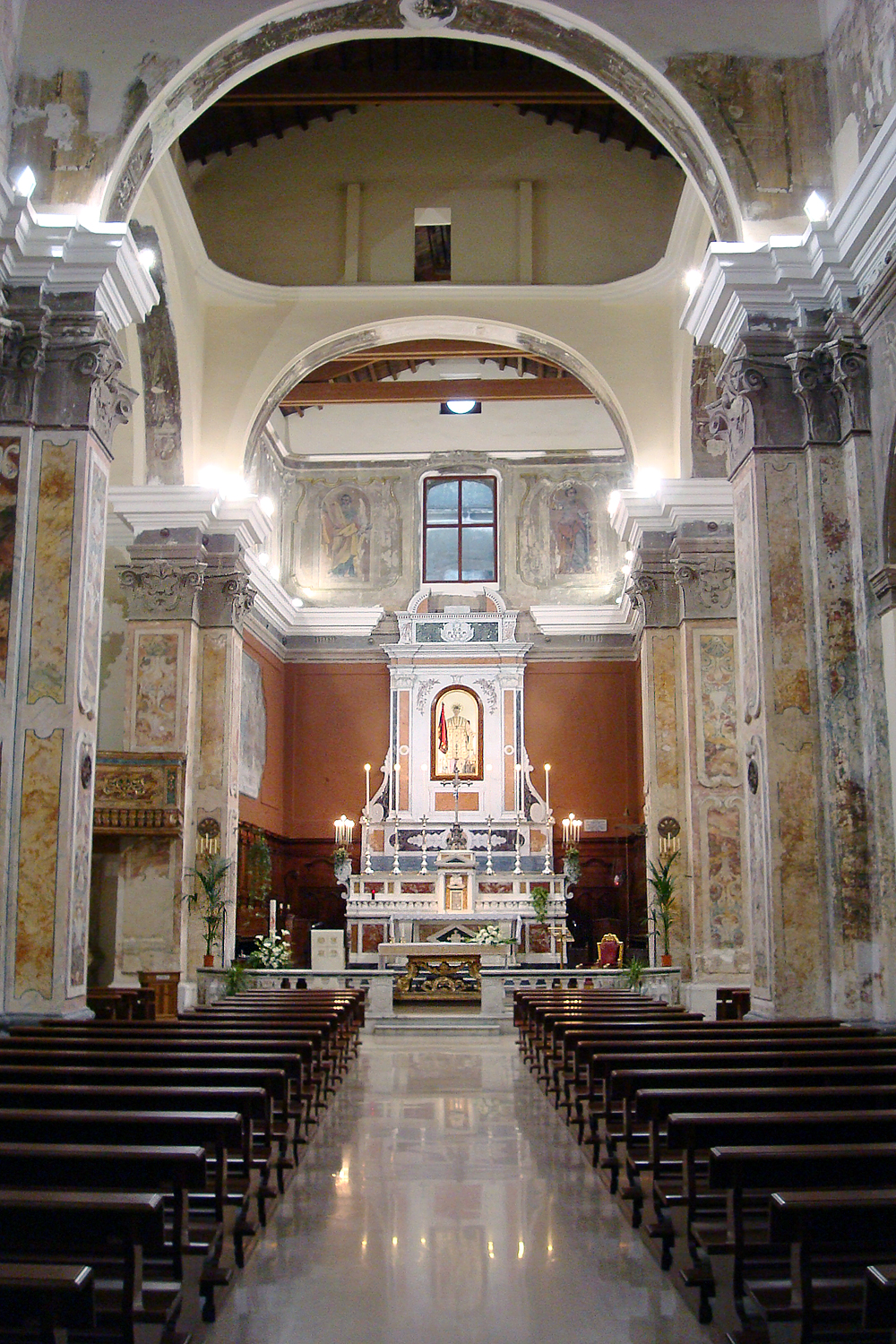
L'interno
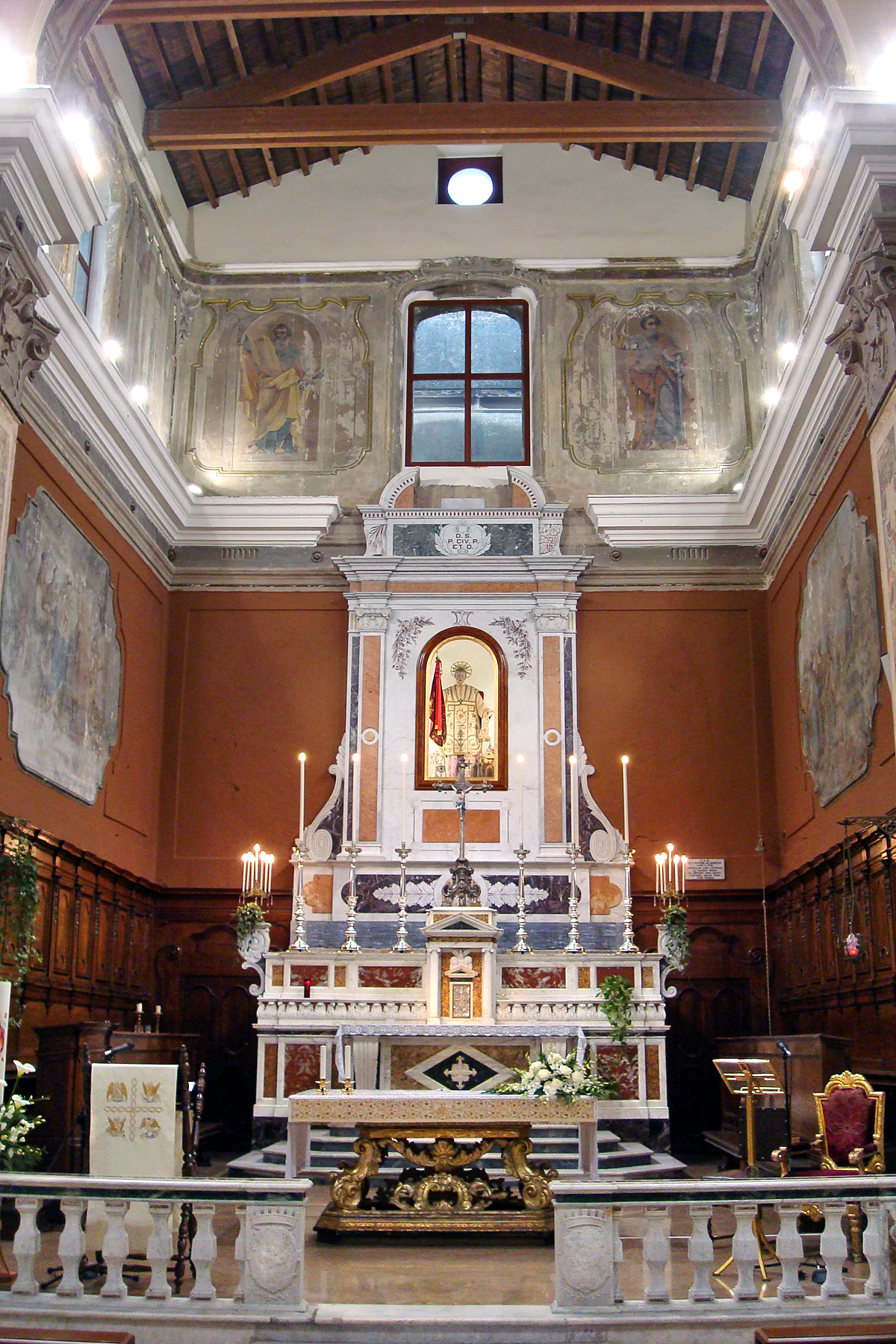
Il presbiterio
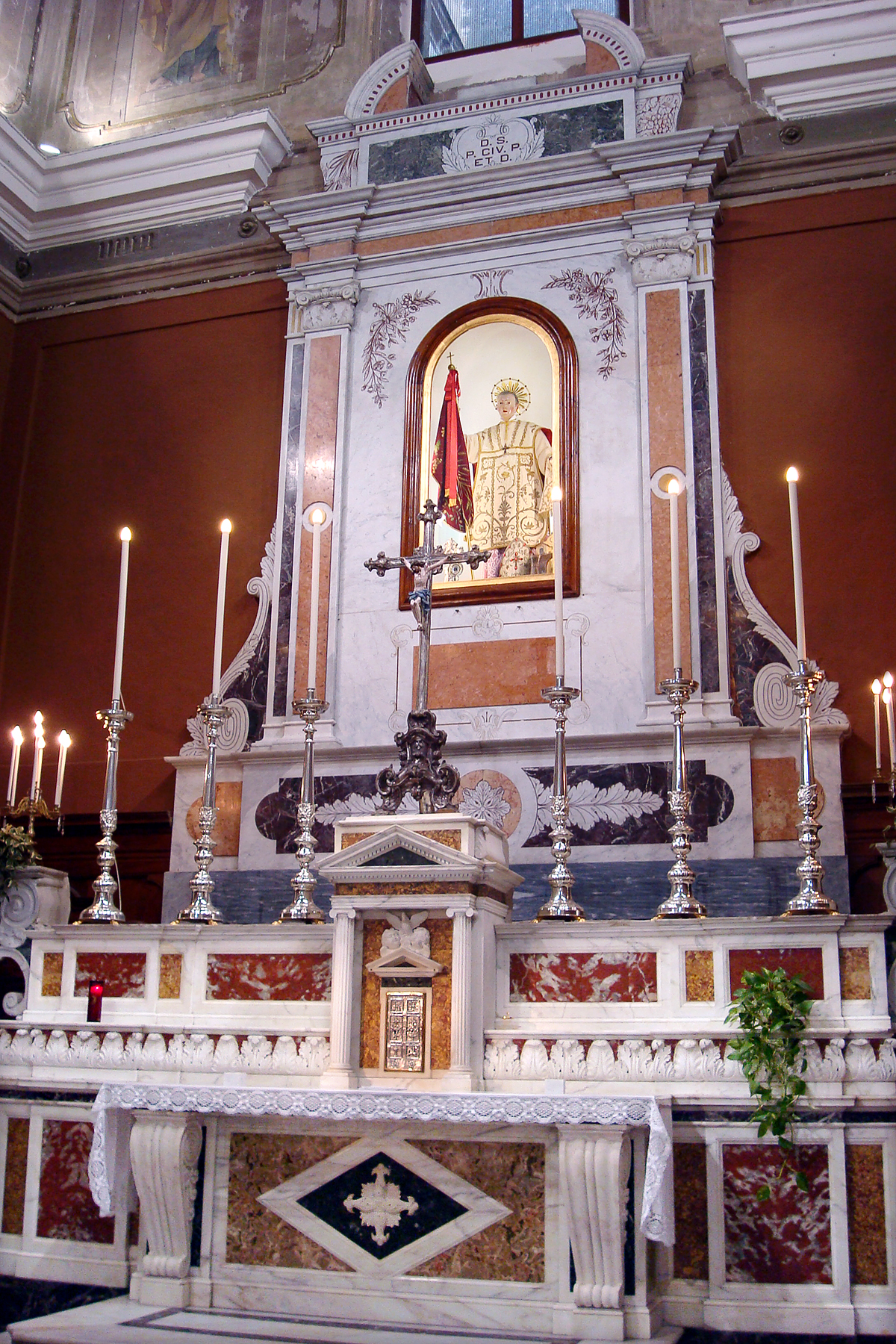
L'altare maggiore
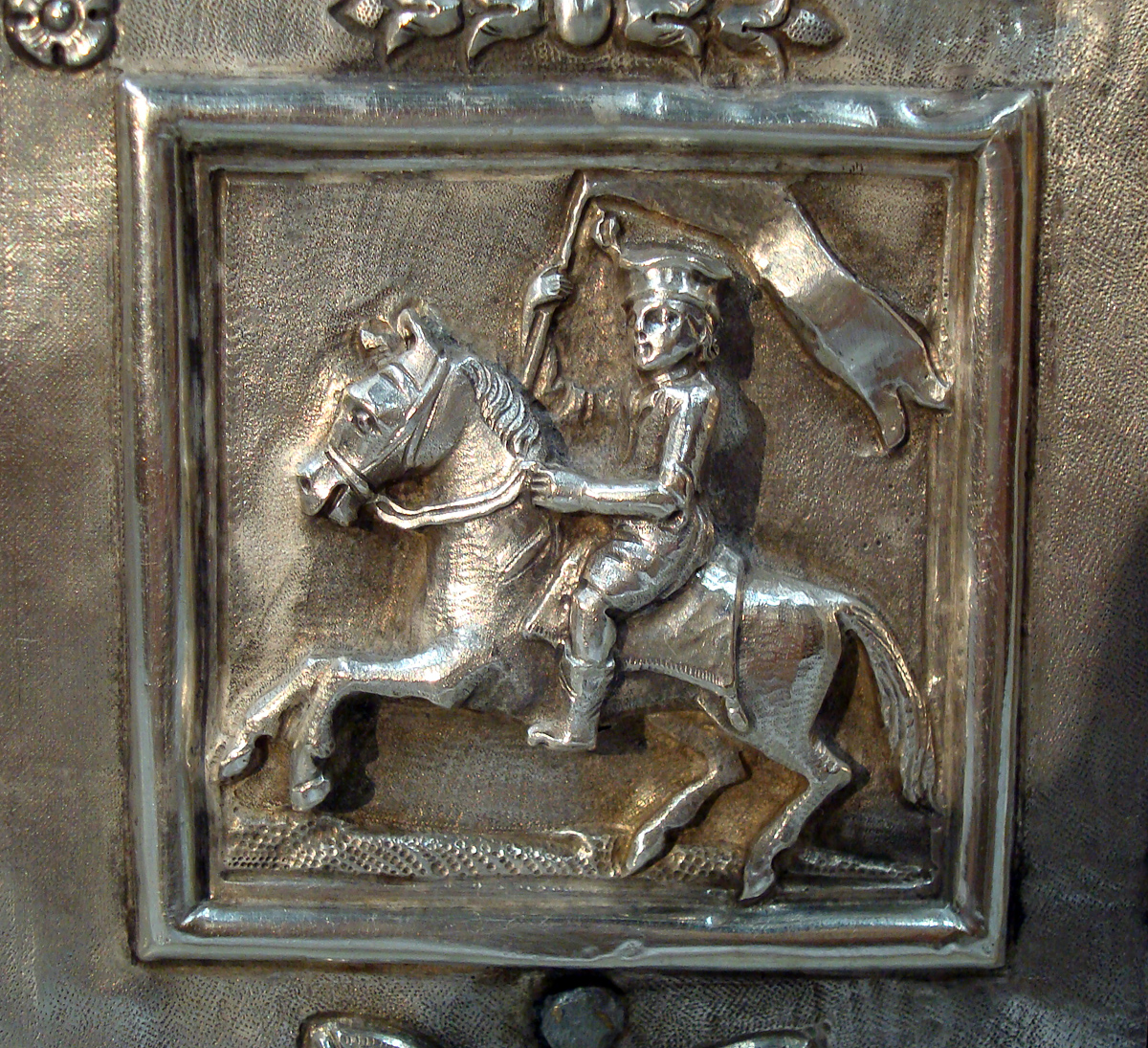
Particolare del tabernacolo
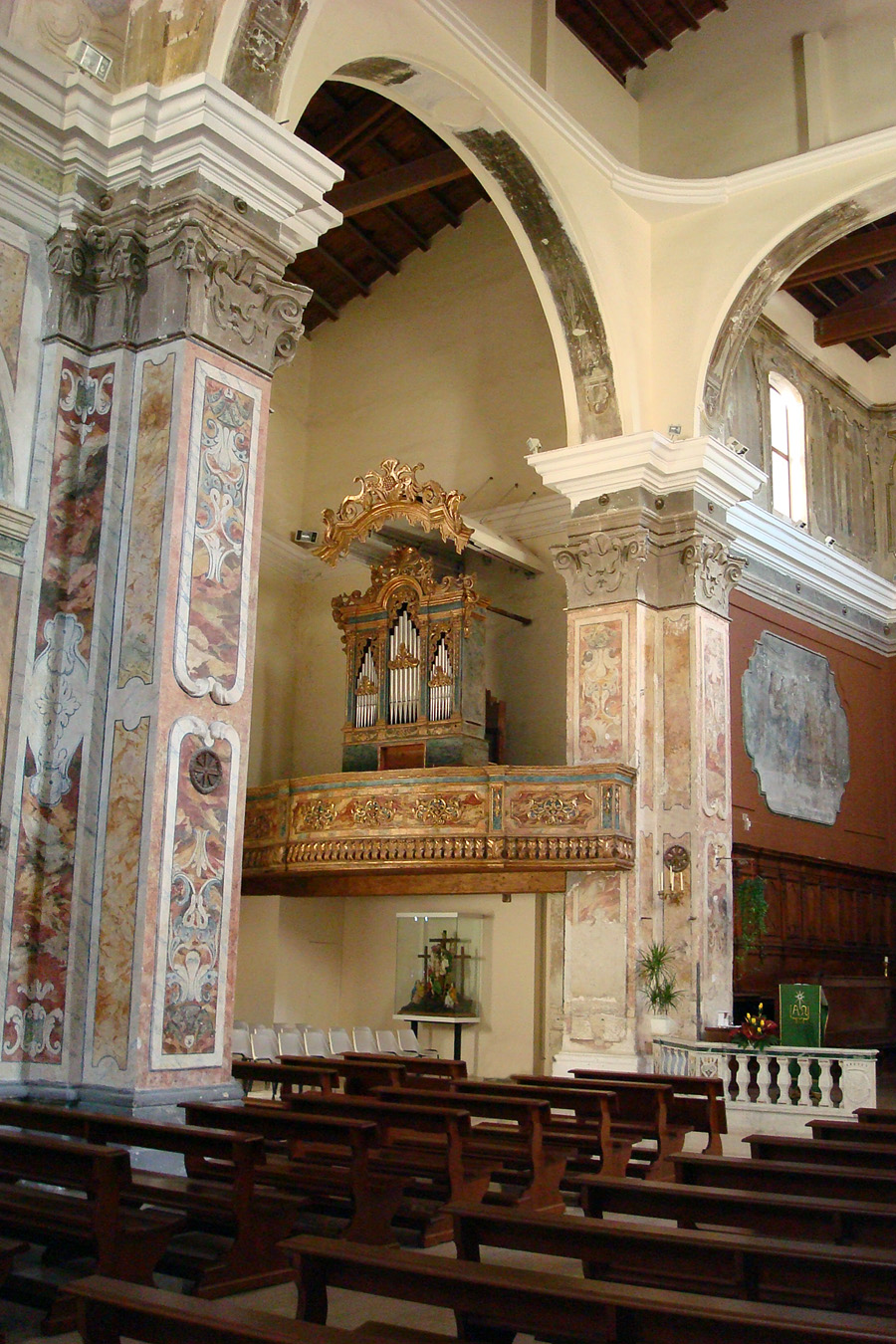
Scorcio dell'interno
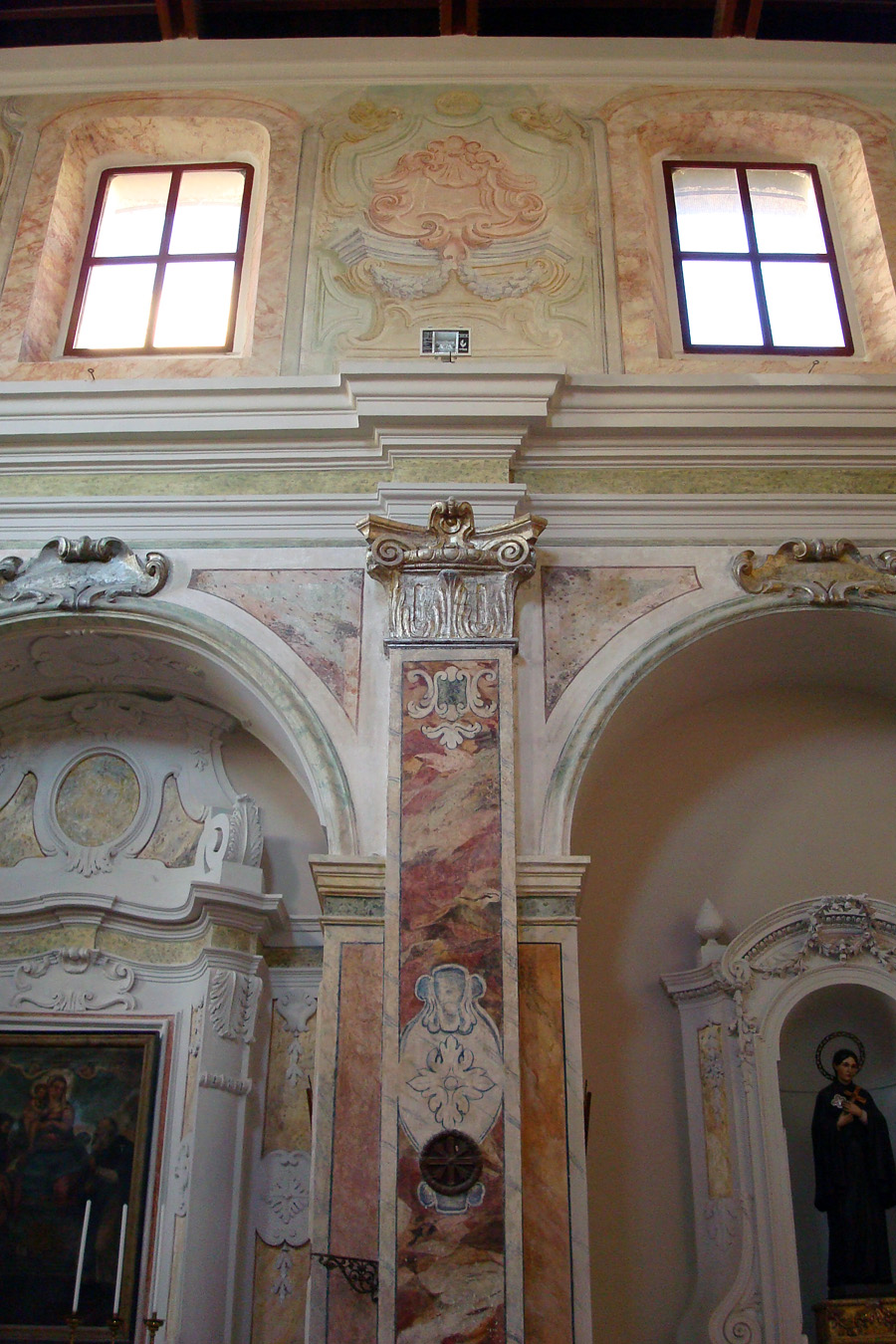
Particolare della decorazione
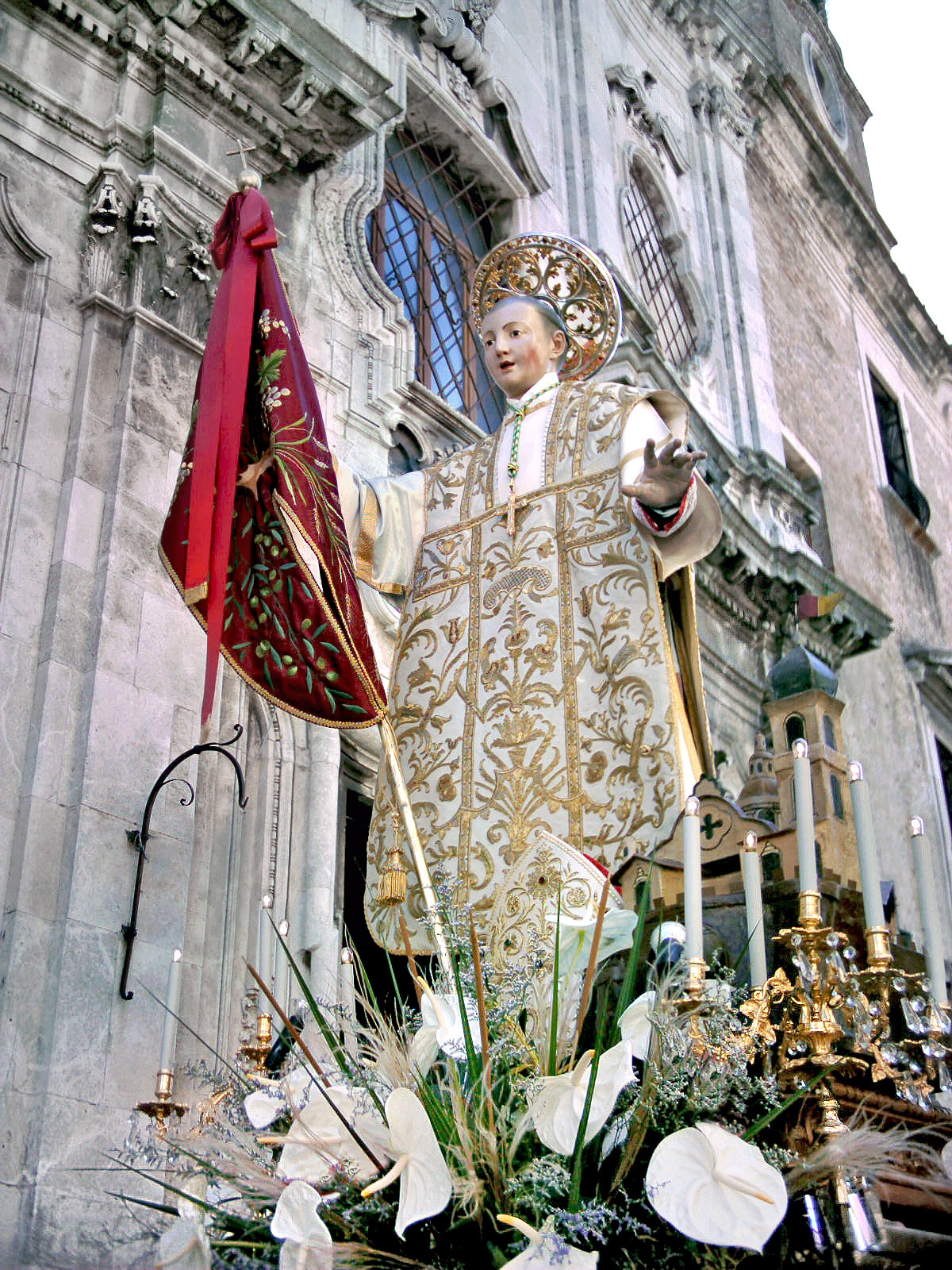
San Severino
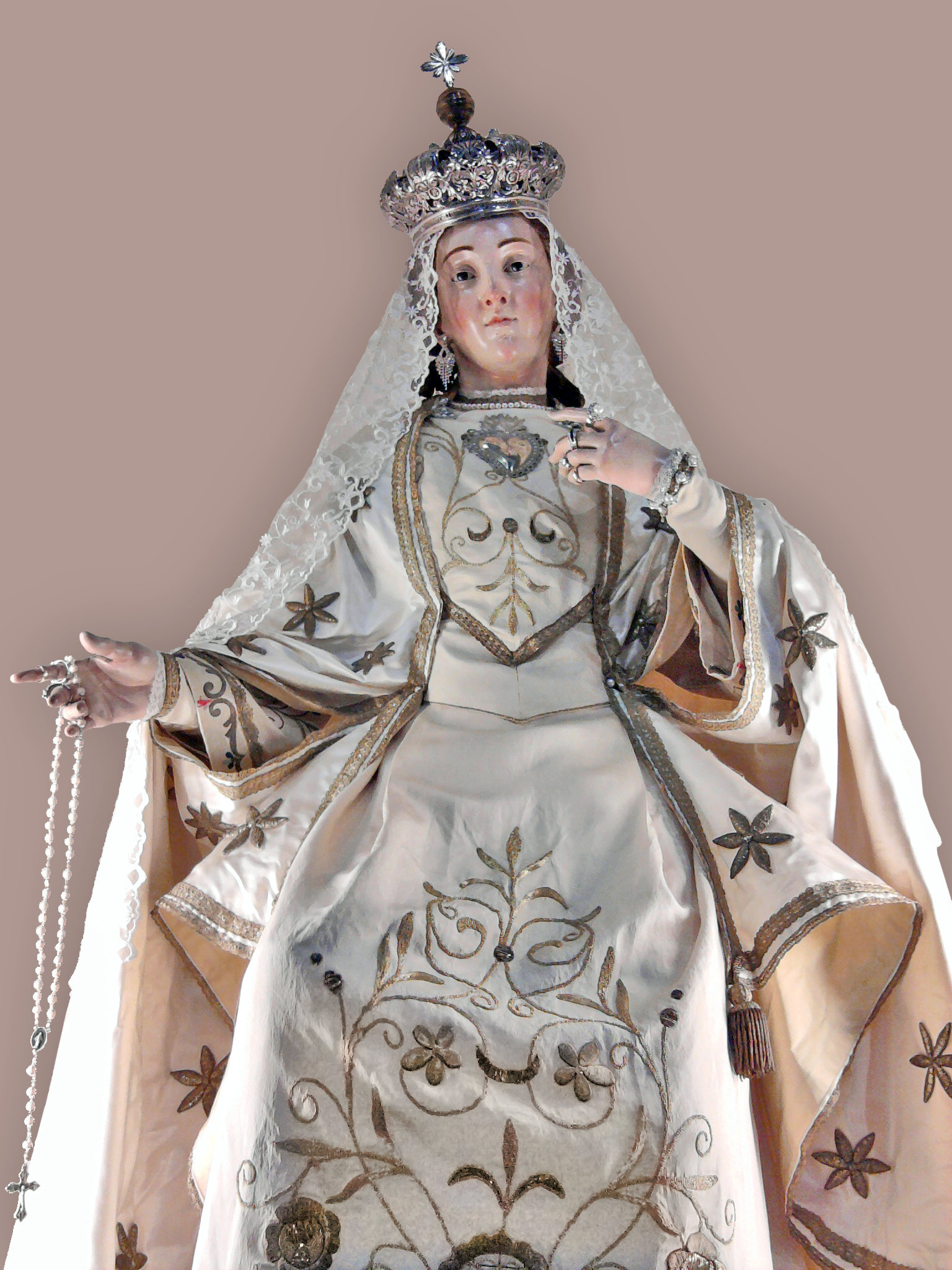
La Madonna del Rifugio
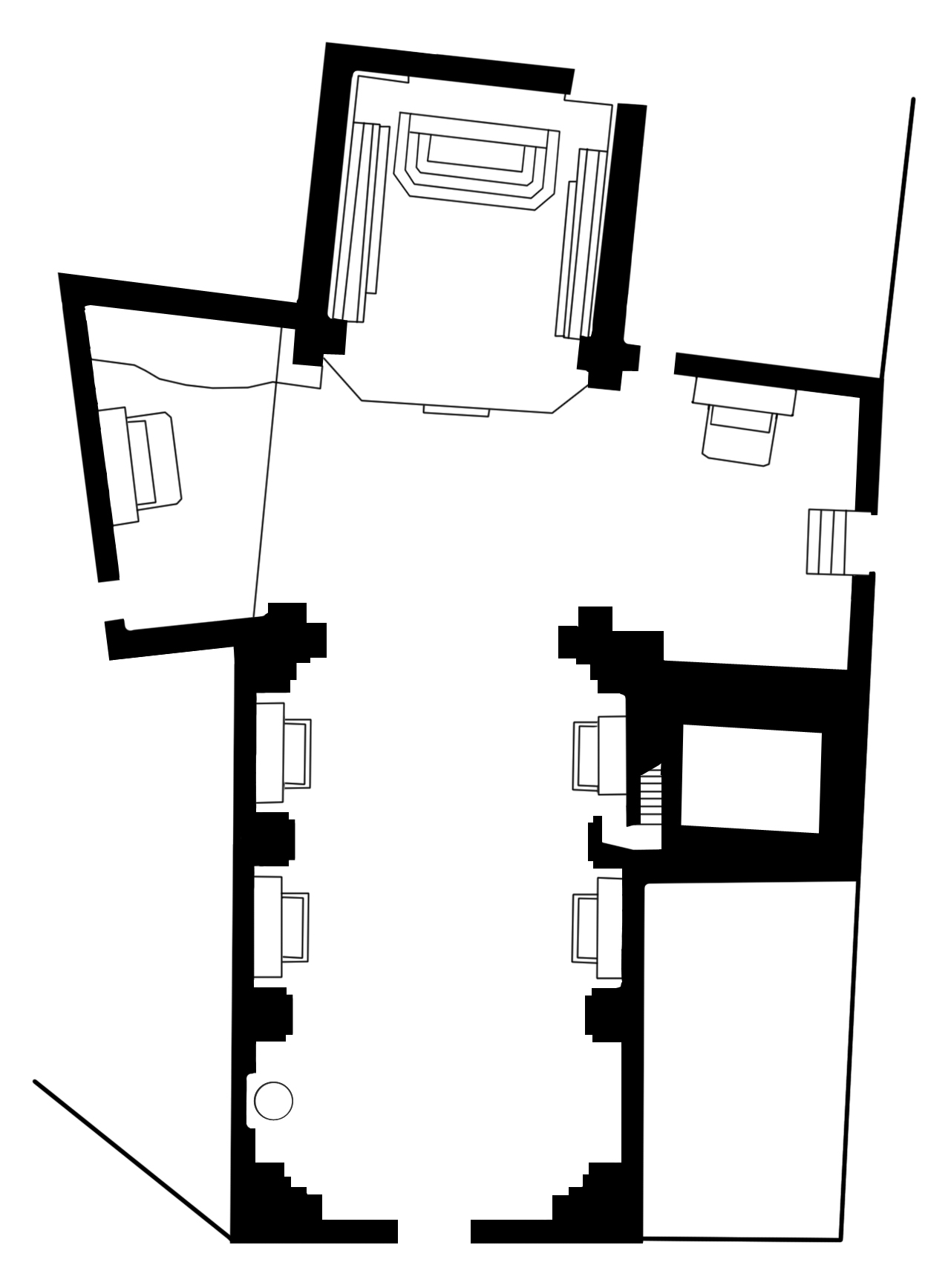
Pianta del tempio